# Mathias Bossaerts
Mathias Bossaerts (Brasschaat, 1996. július 10. –) belga korosztályos válogatott labdarúgó, az élvonalbeli Oostende hátvédje.

## Külső hivatkozások
- transfermarkt
- soccerway
- mcfc.co.uk Archiválva 2014. július 17-i dátummal a Wayback Machine-ben